# Tadija Smičiklas
Tadija Smičiklas (Reštovo Žumberačko, 1843. október 1. – Zágráb, 1914. június 8.), horvát történész, politikus, publicista, akadémikus, egyetemi tanár, a Horvát Tudományos és Művészeti Akadémia elnöke, a Zágrábi Egyetem rektora, a Matica Hrvatska elnöke. Zágráb város díszpolgára.

## Élete
Tadija Smičiklas Zsumberki-hegység déli lejtőin fekvő Reštovóban született 1843-ban. Elemi iskolai tanulmányait a közeli Sošicén végezte, majd a zágrábi Klasszikus Gimnáziumba járt, ahol 1863-ban végzett. Ezt követően felvették a zágráb Felsővárosi Görögkatolikus Szemináriumba, de laikusként végzett, mert otthagyta a szemináriumot, hogy a tanári hivatásnak szentelje fel magát. 1863-tól 1864-ig az eszéki gimnáziumban a történelem és a horvát nyelv tanára volt. 1864-ben Prágában tanult történelmet és földrajzot, 1865-ben pedig Bécsben történelmet. A Bécsi Egyetemen szerzett diplomát a történelem szakon 1869-ben.
Tanulmányai befejezése után 1870 és 1873 között a Fiumei Gimnázium történelem és horvát nyelv tanára, majd 1873-tól 1881-ig a zágrábi Klasszikus Gimnázium tanára. 1882-ben a Zágrábi Egyetem Filozófiai Kara horvát történelem és segédtörténelemtudományi tanszékének rendes professzora lett. 1883-ban a Horvát Tudományos és Művészeti Akadémia (HAZU) rendes tagjává választották. Az 1886/87-es tanévben a Filozófiai Kar dékánja volt, majd közvetlenül ezután az egyetem rektorává választották, mely tisztséget 1898-ig töltötte be. 1875-től a Matica Hrvatska tagja, 1889-től 1891-ig pedig elnöke volt. Ivan Kukuljević Sakcinskival együtt már 1874-ben szorgalmazta a Matica Ilirska átnevezését Matica Hrvatskára. 1900-ban a HAZU elnökévé választották, tisztségét haláláig betöltötte. 1905-ben saját kérésére vonult nyugdíjba.
Smičiklast a horvát társadalom minden osztálya rendkívül tisztelte, nagy hazafiként és nagy tudósként tartotta számon. Agglegény lévén, a zágrábi (és horvát) értelmiségi elit találkozóin gyakran részt vett. Zágrábban halt meg 1914. június 8-án. A zágrábi Mirogoj temetőben temették el.

## Tudományos munkássága
Tudományos hírnevét azzal alapozta meg, hogy tíz könyvben kiadta a horvát jogi szövegek nagy gyűjteményét a kezdetektől fogva, „Codex diplomaticus regni Croatiae, Dalmatiae et Slavoniae” címmel.
Másik fő műve Horvátország története, amelyet két könyvben adott ki (az első rész 1882-ben jelent meg Zágrábban, a második rész pedig 1879-ben, fordított sorrendben) a horvát történelem első teljes szintézise, mely nagyban emelte a horvátok nemzeti érzését.

## Politikai tevékenysége
Smičiklas a Független Néppárthoz tartozott, két cikluson át (1884-1887 és 1897-1902) volt a Független Néppárt képviselője a horvát parlamentben. Végig ellenezte az agresszív magyarosítást, a magyar politika végrehajtását és népszerűsítését Horvátországban. Rački és Strossmayer püspökök híve és tisztelője volt. A horvát parlamentben elhangzott beszédei nagy hatással voltak képviselőtársaira. Így 1891-ben az Országgyűlésben kijelentette: „Azt akarjuk, hogy a független Horvátország a monarchiában ugyanolyan pozícióban legyen, mint Magyarország.” Híresek voltak Khuen-Héderváry Károly bán elleni beszédei is a horvát levéltárak nagy részének elidegenítése és Budapestre költöztetése tárgyában, többször követelte a kamarai dokumentumok visszaszállítását Zágrábba.

## Főbb művei
- Život i djela Vjekoslava Babukića, Zagreb, 1876.
- Poviest Hrvatska Dio drugi. Od godine 1526-1848. Matica Hrvatska, Zagreb 1879.
- Poviest Hrvatska. Dio I. Od najstarijih vremena do godine 1526., Matica Hrvatska, Zagreb, 1882.
- Spomen knjiga Matice Hrvatske (társszerző), Zagreb, 1892
- Obrana i razvitak hrvatske narodne ideje od 1790. do 1835.
- Život i djela Ivana Kukuljevića Sakcinskog, Zagreb, 1892.
- Ivan Mažuranić, Matica Hrvatska, Zagreb, 1892.
- Život i djela dra. Franje Račkoga, Zagreb, 1895.
- Codex diplomaticus Regni Croatiae, Dalmatiae et Slavoniae I-X. kötet (társszerkesztő), Zagreb, 1904.
- Nacrt života i djela biskupa J. J. Strossmayera i izabrani njegovi spisi, Zagreb, 1906.

## Fordítás
Ez a szócikk részben vagy egészben  a   Tadija Smičiklas című horvát Wikipédia-szócikk ezen változatának fordításán alapul.  Az eredeti cikk szerkesztőit annak laptörténete sorolja fel. Ez a jelzés csupán a megfogalmazás eredetét és a szerzői jogokat jelzi, nem szolgál a cikkben szereplő információk forrásmegjelöléseként.